# Vom Schicksal verweht
Vom Schicksal verweht ist ein in einer deutschen und einer italienischen Version 1941 hergestellter Spielfilm von Nunzio Malasomma. Die Hauptrollen spielen Albrecht Schoenhals, Sybille Schmitz und Rudolf Fernau. Der Geschichte liegt das Theaterstück Dschungel (1939) von Josef Maria Frank zugrunde.

## Handlung
In der Karibik. Mehrere Ärzte haben sich auf einer Forschungsstation in Puntamarra eingefunden, der Hauptstadt einer der diversen Antillen-Inseln. Sie wollen Impfmittel für die Bekämpfung der Malaria entwickeln und anwenden. Der Ursprungsort der Seuche wird im angrenzenden Dschungelgebiet verortet, sodass die Mediziner beschließen, auch im Urwald eine Kranken- bzw. Forschungsstation aufzubauen. 
Den dunkelhäutigen Urwaldbewohnern ist der „weiße Mann“ mit seiner Medizin jedoch nicht geheuer; vielmehr unterstellt man den Europäern, die den Schwarzen die Angst vor dem Impfen nehmen wollen, dass diese sie vergiften oder mit der Malaria unter ihre Kontrolle zu bringen beabsichtigen. Daher werden die Heilsbringer von den Eingeborenen mit vergifteten Pfeilen angegriffen. Nur Dr. Jack Bennett überlebt den Angriff und kehrt, unter Schock stehend, nach Puntamarra zurück. Unter diesen Umständen will der Mediziner nicht länger auf dieser ungastlichen Insel verbleiben und versucht seine Kollegin Dr. Virginia Larsen, die er liebt, zum Mitkommen zu überreden. Die aber weiß, dass sie hier gebraucht wird, und will bleiben.
Nach einiger Zeit des Wartens trifft endlich der deutsche Arztkollege Dr. Dos Passos vor Ort ein, mit einem heiß begehrten und sehr wirkungsvollen Anti-Malaria-Impfmittel im Gepäck. Die Wiederbegegnung mit Virginia ist für den Neuankömmling nicht ohne Pikanterie, waren die beide doch einst miteinander verlobt. Dos Passos heißt eigentlich Peter Fischer und wurde einst wegen Mordes an einem Kollegen zu einer langen Gefängnisstrafe verurteilt. Was Virginia nicht weiß: Fischer ist nicht etwa entlassen worden, sondern aus dem Knast geflohen und hier in der Einöde gelandet. Virginias Gefühle zu Peter sind nicht erkaltet, und sie hat die Befürchtung, dass Dr. Bennett, Fischers Rivale um ihr Herz, Dos Passos verraten wird, sollte er hinter dessen Geheimnis kommen. Deshalb sieht sie mit großer Sorge, als beide Männer in den Urwald aufbrechen, um einen neuen Versuch in Sachen Impfung zu unternehmen. 
Anders als sein Vorgänger versteht Dos Passos alias Fischer es, das Vertrauen der Eingeborenen zu gewinnen. Der Deutsche kann sogar erreichen, dass der Gouverneur zusagt, den für die Ausbreitung der Malaria-Steckmücke förderlichen Sumpf trockenlegen zu lassen.
Dann geschieht ein großes Unglück. Der Gefängnisausbrecher wird von einem anwesenden Reporter erkannt. Der wittert einen journalistischen Scoop und denunziert Fischer bei der örtlichen Polizei. Als diese den angeblichen Mörder verhaften will, sind ausgerechnet die bislang misstrauischen und impfängstlichen Schwarzen diejenigen, die ihren neuen weißen Freund verteidigen. 
Bald klingen Buschtrommeln durch das Dickicht, die ankündigen, dass sich das Dschungelvolk auf Kriegspfad befindet. Angst erfasst die Bewohner von Puntamarra. Indes ist nun auch Bennett schwer an Malaria erkrankt. Im Sterben liegend, gesteht Jack, dass er damals im Prozess gegen den Kollegen Fischer eine Falschaussage gemacht hatte, weil er auf dessen Erfolge neidisch war und überdies selbst ein Auge auf dessen Verlobte Virginia geworfen hatte. Die Schwarzen, die Puntamarra anzugreifen drohen, um Dos Passos zu befreien, werden von dem Gouverneur aufgehalten, der erklärt, dass der Arzt ein freier Mann sei. Wenig später setzt der stark geschwächte Dr. Bennett seinem Leben mit einem gezielten Revolverschuss ein Ende.

## Produktionsnotizen
Die Dreharbeiten zu Vom Schicksal verweht fanden zwischen dem 18. August und Anfang Dezember 1941 in den römischen Filmstudios von Cinecittà statt. Infolge eines deutsch-italienischen Abkommens galt der Film ausschließlich als deutsche Produktion. Üblicherweise galten deutsche Filme, die in ausländischen Ateliers hergestellt wurden, als Auslandsproduktionen und fielen somit unter das Kontingentgesetz, das derlei Filme nur in beschränktem Maße eine deutsche Premiere erlaubte. Diese erfolgte in vier Berliner Kinos am 24. Juli 1942.
Hans von Wolzogen übernahm die Herstellungsleitung. Guido Fiorini entwarf die Filmbauten. Es wird das Lied “Wie schön bist Du, bezaubernde Tropennacht” gespielt.
Drehbuchautor Harald G. Petersson war auch Regieassistent. Der einstige Stummfilmstar Hanni Weisse trat hier mit einer (derzeit nicht verifizierbaren) winzigen Rolle das letzte Mal vor die Kamera. Noch im Uraufführungsjahr 1942 ging sie ins deutsch-besetzte Protektorat Böhmen und Mähren und eröffnete dort einen Gasthof.
Von dem Film wurde auch eine italienischsprachige Fassung unter dem Titel Giungla (Dschungel) hergestellt. Hier wiederholten Schoenhals und Fernau ihre Rollen, während der Part der Schmitz von Vivi Gioi übernommen wurde.

## Kritiken
In Der deutsche Film 1938-1945 heißt es: „Der Film, wie das Tropenstück voller Spannung und Abwechslung, enthielt ‘alle‘ filmisch-technischen Möglichkeiten. Die Handlung konnte sich von der Schablone nicht lösen: Ein guter, ehrlicher, deutscher Forscher, Peter Fischer (Albrecht Schoenhals), sein Gegner (Rudolf Fernau) und in der weiblichen Hauptrolle Sybille Schmitz als eine Ärztin. Der auf Magazineffekte eingestellte Film war mehr gut gemeint als gut gemacht“.
Im Lexikon des Internationalen Films heißt es: „Von einer Liebesgeschichte am Rande flankierter Abenteuerfilm mit dröhnenden Urwaldtrommeln, vergifteten Pfeilen und bemalten Komparsen, hergestellt in den römischen Cinecittà-Ateliers. Ein in seiner unbedarften Banalität fast schon wieder erheiternder Film.“